# 壱岐郡
- 日本 > 九州地方 > 長崎県 > 壱岐郡
- 令制国一覧 > 西海道 > 壱岐国 > 壱岐郡

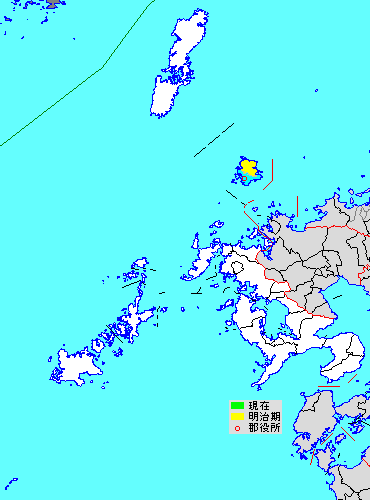
長崎県壱岐郡の位置（水色：後に他郡から編入した区域）

壱岐郡（いきぐん）は、長崎県（壱岐国）にあった郡。

## 郡域
1878年（明治11年）に行政区画として発足した当時の郡域は、壱岐市の一部（勝本町各町・芦辺町各町・石田町湯岳射手吉触・石田町湯岳興触）にあたる。

## 歴史

### 古代

#### 式内社
『延喜式』神名帳に記される郡内の式内社。
| 神名帳                      | 神名帳            | 神名帳 | 神名帳                       | 比定社                     | 比定社                         | 比定社         | 集成 |
| 社名                        | 読み              | 格     | 付記                         | 社名                       | 所在地                         | 備考           | 集成 |
| --------------------------- | ----------------- | ------ | ---------------------------- | -------------------------- | ------------------------------ | -------------- | ---- |
| 壱伎郡 12座（大4座・小8座） |                   |        |                              |                            |                                |                |      |
| 水神社                      | ミツノ            | 小     |                              | 水神社                     | 長崎県壱岐市勝本町布気触       |                |      |
| 阿多弥神社                  | アタミノ          | 小     |                              | 熊野神社                   | 長崎県壱岐市勝本町立石南触     |                |      |
| 阿多弥神社                  | アタミノ          | 小     | （参）阿多弥神社             | 長崎県壱岐市勝本町立石東触 |                                |                |      |
| 住吉神社                    | スミヨシノ        | 名神大 |                              | 住吉神社                   | 長崎県壱岐市芦辺町住吉東触     |                |      |
| 兵主神社                    |                   | 名神大 |                              | 八幡神社                   | 長崎県壱岐市勝本町本宮西触     |                |      |
| 兵主神社                    | （参）兵主神社    | 名神大 | 長崎県壱岐市芦辺町深江本村触 |                            |                                |                |      |
| 月読神社                    |                   | 名神大 |                              | 八幡神社                   | 長崎県壱岐市芦辺町箱崎釘ノ尾触 |                |      |
| 月読神社                    | （参）月讀神社    | 名神大 | 長崎県壱岐市芦辺町国分東触   |                            |                                |                |      |
| 国片主神社                  | クニカタヌシノ    | 小     |                              | 國片主神社                 | 長崎県壱岐市芦辺町国分東触     |                |      |
| 高御祖神社                  | タカミオヤノ      | 小     |                              |                            |                                |                |      |
| 手長比売神社                | テナカヒメノ      | 小     |                              |                            |                                |                |      |
| 佐肆布都神社                | サシフツノ        | 小     |                              |                            |                                |                |      |
| 同佐肆布都神社              |                   | 小     |                              |                            |                                |                |      |
| 中津神社                    |                   | 名神大 |                              | 聖母宮                     | 長崎県壱岐市勝本町勝本浦       | （壱岐国二宮） |      |
| 中津神社                    | （参）中津神社    | 名神大 | 長崎県壱岐市勝本町北触       |                            |                                |                |      |
| 角上神社                    | ツノヘノ ツノカミ | 小     |                              |                            |                                |                |      |
| 凡例を表示                  |                   |        |                              |                            |                                |                |      |

### 近世以降の沿革
- 明治初年時点では全域が肥前平戸藩領であった。「旧高旧領取調帳」の記載によると11村が存在。
- 明治4年
  - 7月14日（1871年8月29日） - 廃藩置県により平戸県の管轄となる。
  - 11月14日（1871年12月25日） - 第1次府県統合により長崎県の管轄となる。
- 明治11年（1878年）10月28日 - 郡区町村編制法の長崎県での施行により、行政区画としての壱岐郡が発足。「壱岐石田郡役所」が石田郡武生水村に設置され、同郡とともに管轄。

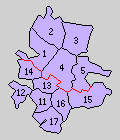
1.鯨伏村 2.香椎村 3.箱崎村 4.那賀村 5.田河村 11.武生水村 12.渡良村 13.柳田村 14.沼津村 15.石田村 16.志原村 17.初山村（紫：壱岐市）

- 明治22年（1889年）4月1日 - 町村制の施行により、以下の各村が発足。［ ］は合併した村。全域が現・壱岐市。（5村）
  - 鯨伏村［立石村・本宮村］、香椎村［可須村・新城村］、箱崎村、那賀村［中野郷村・国分村・住吉村・湯岳村］、田河村［諸吉村・深江村］
- 明治29年（1896年）4月1日 - 郡制の施行のため、「壱岐石田郡役所」の管轄区域をもって、改めて壱岐郡が発足。武生水村・渡良村・柳田村・沼津村・石田村・志原村・初山村が本郡の所属となる。（12村）
- 明治30年（1897年）4月1日 - 郡制を施行。郡役所が武生水村に設置。
- 大正12年（1923年）4月1日 - 郡会が廃止。郡役所は存続。
- 大正14年（1925年）3月10日 - 武生水村が町制施行して武生水町となる。（1町11村）
- 大正15年（1926年）7月1日 - 郡役所が廃止され、内務省告示第82号により壱岐支庁が設置される。
- 昭和10年（1935年）4月1日 - 香椎村が町制施行・改称して勝本町となる。（2町10村）
- 昭和10年（1935年）時点での当郡の面積は138.56平方km、人口は40,777人（男19,800人・女20,977人）[1]。
- 昭和22年（1947年）11月3日 - 田河村が町制施行して田河町となる。（3町9村）
- 昭和30年（1955年）
  - 2月11日（3町3村）
    - 勝本町・鯨伏村が合併し、改めて勝本町が発足。
    - 武生水町・初山村・柳田村・志原村・渡良村・沼津村が合併して郷ノ浦町が発足。

  - 4月1日 - 田河町・那賀村が合併して芦辺町が発足。（3町2村）
- 昭和31年（1956年）9月30日 - 箱崎村が芦辺町に編入。（3町1村）
- 昭和33年（1958年）4月1日 - 郷ノ浦町の一部（久喜触）が石田村に編入。
- 昭和36年（1961年）4月1日 - 芦辺町の一部（湯岳射手吉触および湯岳興触のうち字古川・興）が石田村に編入。
- 昭和45年（1970年）8月1日 - 石田村が町制施行して石田町となる。（4町）
- 平成16年（2004年）3月1日 - 郷ノ浦町・勝本町・芦辺町・石田町が合併して壱岐市が発足。同日壱岐郡消滅。長崎県内では1896年の郡の再編以来、上県郡・下県郡と共に初の郡消滅となった。

### 変遷表
| 旧郡   | 明治22年以前                  | 明治22年4月1日 | 明治22年 - 明治45年   | 大正1年 - 昭和24年             | 昭和25年 - 昭和34年                 | 昭和35年 - 昭和64年               | 昭和35年 - 昭和64年        | 平成1年 - 現在        | 現在   |
| ------ | ----------------------------- | -------------- | --------------------- | ------------------------------ | ----------------------------------- | --------------------------------- | -------------------------- | --------------------- | ------ |
| 壱岐郡 | 可須村 新城村                 | 香椎村         | 香椎村                | 昭和10年4月1日 町制改称 勝本町 | 昭和30年2月11日 勝本町              | 勝本町                            | 勝本町                     | 平成16年3月1日 壱岐市 | 壱岐市 |
| 壱岐郡 | 立石村 本宮村                 | 鯨伏村         | 鯨伏村                | 鯨伏村                         | 昭和30年2月11日 勝本町              | 勝本町                            | 勝本町                     | 平成16年3月1日 壱岐市 | 壱岐市 |
| 壱岐郡 | 深江村 諸吉村                 | 田河村         | 田河村                | 昭和22年11月3日 町制 田河町    | 昭和30年4月1日 芦辺町               | 芦辺町                            | 芦辺町                     | 平成16年3月1日 壱岐市 | 壱岐市 |
| 壱岐郡 | 中野郷村 国分村 住吉村 湯岳村 | 那賀村         | 那賀村                | 那賀村                         | 昭和30年4月1日 芦辺町               | 芦辺町                            | 芦辺町                     | 平成16年3月1日 壱岐市 | 壱岐市 |
| 壱岐郡 | 箱崎村                        | 箱崎村         | 箱崎村                | 箱崎村                         | 昭和31年9月30日 芦辺町に編入        | 芦辺町                            | 芦辺町                     | 平成16年3月1日 壱岐市 | 壱岐市 |
| 石田郡 | 武生水村                      | 武生水村       | 明治29年4月1日 壱岐郡 | 大正14年4月1日 町制 武生水町   | 昭和30年2月11日 郷ノ浦町            | 郷ノ浦町                          | 郷ノ浦町                   | 平成16年3月1日 壱岐市 | 壱岐市 |
| 石田郡 | 渡良村                        | 渡良村         | 明治29年4月1日 壱岐郡 | 渡良村                         | 昭和30年2月11日 郷ノ浦町            | 郷ノ浦町                          | 郷ノ浦町                   | 平成16年3月1日 壱岐市 | 壱岐市 |
| 石田郡 | 半城村 物部村                 | 柳田村         | 明治29年4月1日 壱岐郡 | 柳田村                         | 昭和30年2月11日 郷ノ浦町            | 郷ノ浦町                          | 郷ノ浦町                   | 平成16年3月1日 壱岐市 | 壱岐市 |
| 石田郡 | 黒崎村 長峰村                 | 沼津村         | 明治29年4月1日 壱岐郡 | 沼津村                         | 昭和30年2月11日 郷ノ浦町            | 郷ノ浦町                          | 郷ノ浦町                   | 平成16年3月1日 壱岐市 | 壱岐市 |
| 石田郡 | 志原村                        | 志原村         | 明治29年4月1日 壱岐郡 | 志原村                         | 昭和30年2月11日 郷ノ浦町            | 郷ノ浦町                          | 郷ノ浦町                   | 平成16年3月1日 壱岐市 | 壱岐市 |
| 石田郡 | 初山村                        | 初山村         | 明治29年4月1日 壱岐郡 | 初山村                         | 昭和30年2月11日 郷ノ浦町            | 郷ノ浦町                          | 郷ノ浦町                   | 平成16年3月1日 壱岐市 | 壱岐市 |
| 石田郡 | 池田村 石田村 筒城村          | 石田村         | 明治29年4月1日 壱岐郡 | 石田村                         | 昭和33年4月1日 郷ノ浦町の一部を編入 | 昭和36年4月1日 芦辺町の一部を編入 | 昭和45年8月1日 町制 石田町 | 平成16年3月1日 壱岐市 | 壱岐市 |

## 行政
壱岐・石田郡長
| 代 | 氏名 | 就任年月日                 | 退任年月日                | 備考                               |
| -- | ---- | -------------------------- | ------------------------- | ---------------------------------- |
| 1  |      | 明治11年（1878年）10月28日 |                           |                                    |
|    |      |                            | 明治29年（1896年）3月31日 | 石田郡との合併により旧・壱岐郡廃止 |

壱岐郡長
| 代 | 氏名 | 就任年月日               | 退任年月日                | 備考                   |
| -- | ---- | ------------------------ | ------------------------- | ---------------------- |
| 1  |      | 明治29年（1896年）4月1日 |                           |                        |
|    |      |                          | 大正15年（1926年）6月30日 | 郡役所廃止により、廃官 |